# 湄公河短尾貓

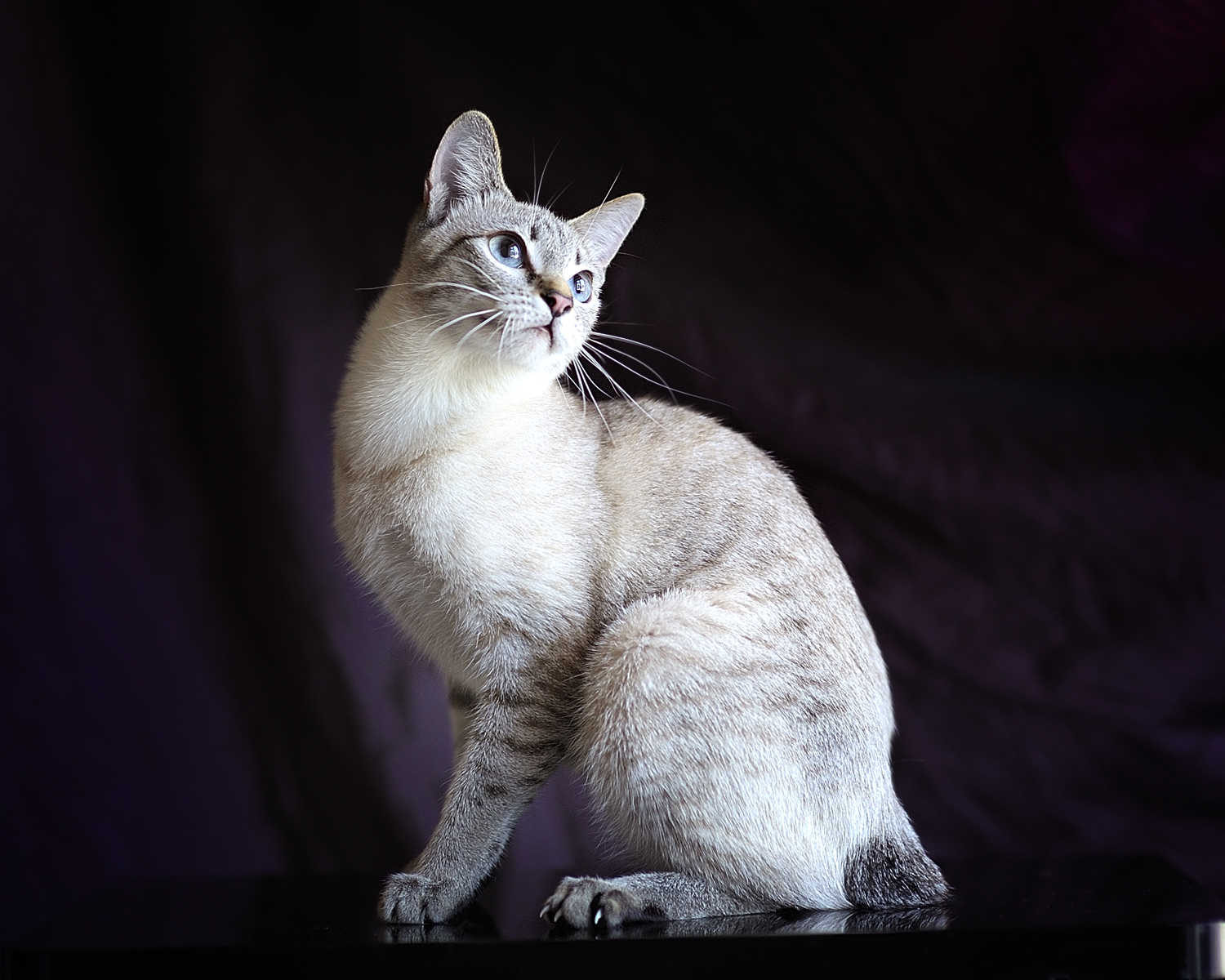
湄公河短尾貓

湄公河短尾貓（英語：Mekong Bobtail，以前被稱為泰國短尾貓）是一個貓的品種。該品種最初以其祖先的起源國泰國命名，現在則以湄公河命名。它自然分佈於亞洲部分地區，在俄羅斯被發展為一個品種，並於2004年被世界貓聯合會認可。

## 歷史

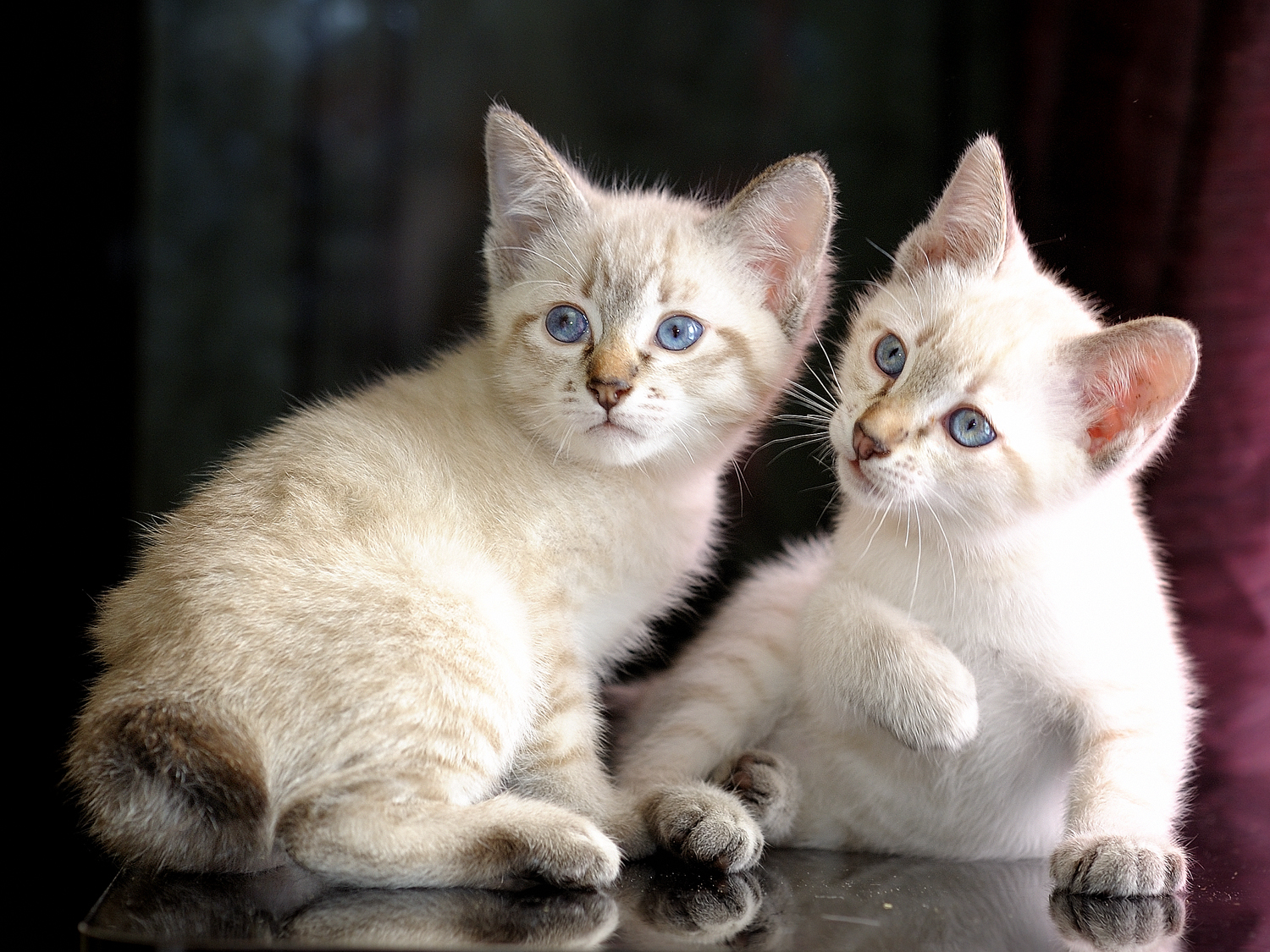
湄公河短尾貓幼貓

19世紀，暹羅國王朱拉隆功送給俄羅斯皇帝尼古拉二世的皇家貓中就有湄公河短尾貓，當時贈送的200隻皇家貓中，大部分都有類似於現代湄公河短尾貓的扭結尾，其他來自東南亞的短尾貓也一同被進口到俄羅斯。該品種被認為是在俄羅斯發展起來的，並在那裡持續進行實驗發展，包括與其他短尾貓甚至是暹羅貓進行繁殖混種。該品種在1980年代開始廣為人知，並於1994年12月由俄羅斯貓科動物學家O.S.米羅諾娃制定出品種的判定標準。該品種於2004年8月被世界貓聯合會（WCF）認可，當時它的名字從「泰國短尾貓」改為「湄公河短尾貓」。

## 特徵

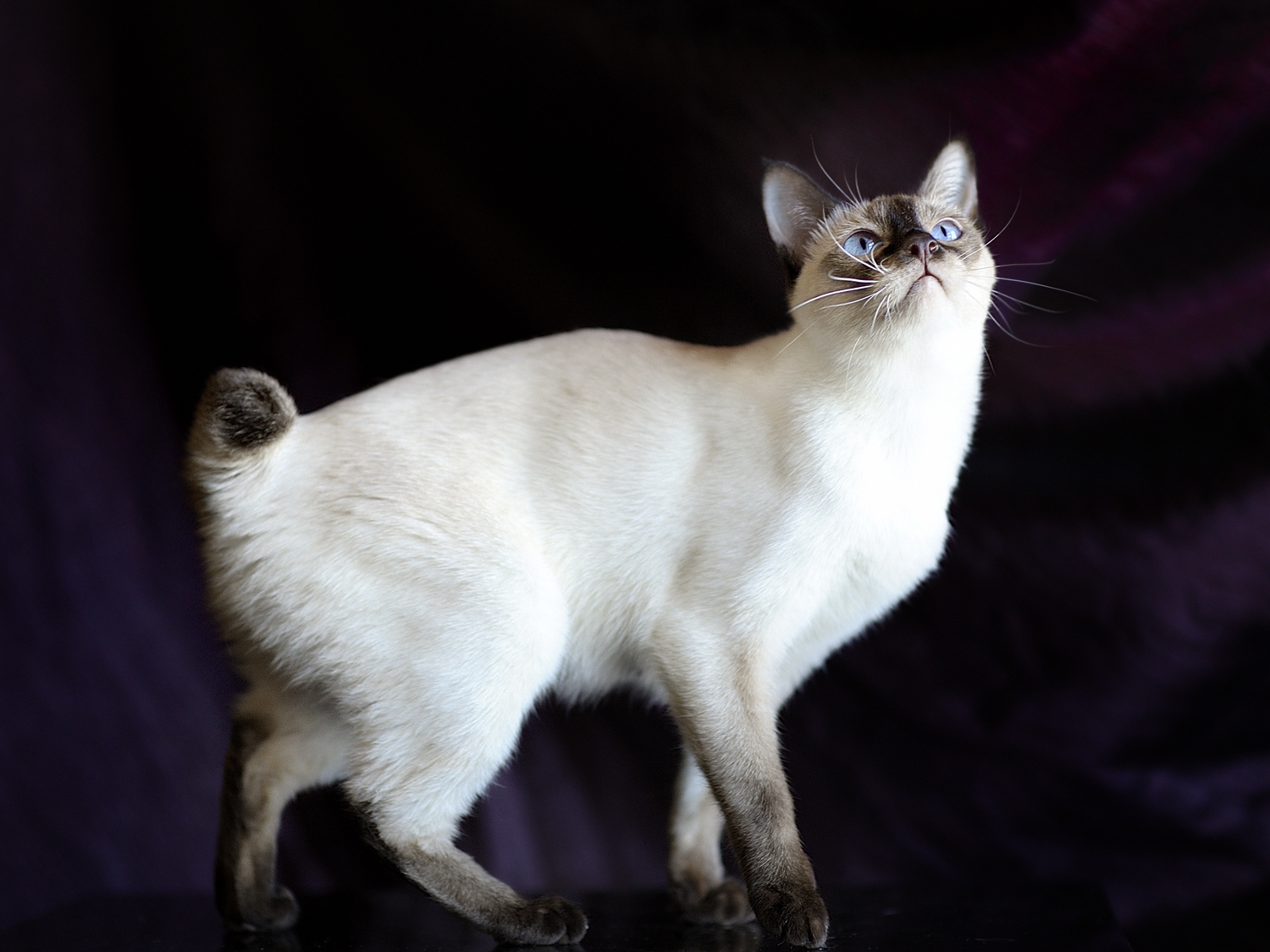
巧克力重點色的湄公河短尾貓

湄公河短尾貓具有一身光澤的短被毛，可以是任何沒有白色斑紋的重點色，眼睛很大，WCF中的品種標準稱之為「強烈的藍色」。有特點的尾巴短且彎曲，其中至少包含三個脊椎骨，且必須短於身體長度的四分之一。 該品種的身材雖然略顯長方形，但臀部略高於肩部。湄公河短尾貓屬於中型貓，體重介於8至10磅（3.6至4.5公斤），它們的預期壽命為15至18年。該品種的特性為友好、親和、活躍。

## 傳聞
被送給尼古拉二世的湄公河短尾貓的祖先在暹羅時期被認為是皇家貓，而且還被認為是寺廟的守護者。

## 外部連結
- . Breed standard. World Cat Federation.   [2021-08-27]. （原始内容存档于2019-09-14）.